# 자기잠식효과
자기잠식효과(영어: Cannibalization)는 식인풍습을 뜻하는 "Cannibal"이라는 단어에서 유래한 마케팅 용어이다. 식인종이 자신의 종족을 잡아 먹듯이, 한 기업에서 새롭게 출시한 제품이나 기술이 기존에 그 기업에서 판매하고 있던 다른 제품이나 기술의 영역까지 침범하여 해당 매출에 부정적인 영향을 끼치게 된다는 것을 뜻한다. 이런 자기잠식효과는 새로운 제품이 출시가 되면, 비슷한 포지셔닝 라인에서 판매되고 있던 기존의 제품에 어쩔 수 없이 대부분 영향을 끼치게 마련이다. 최근에는 상품 가치 주기가 짧은 휴대 전화 같은 제품의 산업에서 많이 논의되고 있는 개념이다.